# راس العين (المغرب)
راس العين، هي جماعة قروية تابعة لإقليم آسفي ضمن جهة دكالة عبدة بالمغرب. بلغ مجموع عدد سكان راس العين حسب إحصاءات 2004  حوالي 18224 نسمة يعيشون في 2623 أسرة.